# Francisco de Orellana
Francisco de Orellana (Trujillo, Spanyolország, 1511 – Amazonas, 1546 novembere), spanyol felfedező és konkvisztádor volt. Első európaiként hajózott végig az Amazonason. A folyó nevét is ő adta.
Orellana talán a szintén trujilloi Francisco Pizarro rokona volt. 1527-ben, tizenhét éves korában Délkelet-Ázsiába utazott. 1533-ban csatlakozott Pizarro seregéhez; ez előtt Nicaraguában szolgált. Cuzcóban támogatta rokonát Diego de Almagro ellenében (1538). Almagro emberei felett aratott sikere után La Culata kormányzójává nevezték ki, majd újjáépítette a korábban Pizarro által alapított, majd Sebastián de Belalcázar révén benépesített Guayaquilt.

## Első expedíció az Amazonason
Pizarro 1541-es, Eldorádó megtalálására irányuló expedíciójában hadnagyként szolgált. Pizarro utasította a "Fahéjfák földje" és az aranyföld felkutatására, amelyet valahol keletre, az Amazonas-medencében gondoltak. 
1541-ben beleegyezett abba, hogy csatlakozik Pizarro fivéréhez, Gonzalóhoz az expedícióhoz. Miután Gonzalo Pizarro súlyos lázban szenvedett az út során, ezért előreküldte 49 emberrel, hogy derítse fel további útjukat.
Orellana nem nagyon sietett vissza Pizarro táborába, mert magának akarta biztosítani a dicsőséget a gazdag föld megtalálásával. 
Embereivel egy nagyobb, folyami hajózásra alkalmas hajó építésébe kezdett bele. A Napo folyón való haladásuk során az omagua indiánok fenyegetései miatt állandó veszélyben voltak. 1542. június 3-án elérték a Rio Negro-t és az Amazonast. A folyó neve onnan ered, hogy ekkor a görög mitológiából jól ismert, Amazonokra hasonlító harcos indián nők támadtak rájuk. Az Amazonashoz közeli területeket az aranyban gazdag icamiaba indiánok uralták. V. Károly hivatalosan is Amazonasnak keresztelte el a folyót, amint értesült a történtekről. Orellana 1542. augusztus 24-én elérte a folyó deltáját, majd a partvidék mentén Cubaguába hajózott.

Az első út útvonal (1541–1542) (interaktív térkép)

## Második expedíció
Felfedező útja után Orellana visszaindult Spanyolországba, hogy megszerezze a felfedezett, általa Új-Andalúziának nevezett területek feletti kormányzóságát. Nehéz hajóút végén Portugáliában ért partot. A portugál király barátságosan fogadta, és felajánlotta, hogy portugál zászló alatt térjen vissza az Amazonashoz. Orellana expedíciója nemzetközi nézeteltérést okozott, hiszen az 1494-es tordesillasi szerződés értelmében az Amazonas nagyobbik része a spanyol, deltája viszont a portugál érdekszférába tartozott. Orellana visszautasította a portugál király ajánlatát, és Valladolidba utazott. Kilenc hónapos tárgyalás után 1544. február 18-án V. Károly spanyol király kinevezte Orellanát Új-Andalúzia kormányzójává. Az okirat szerint Orellanának kevesebb mint 300 emberrel és lóval kellett az Amazonas további részeit felfedeznie, és két várost is kellett alapítania (egyet a deltánál, egyet a folyam forrásvidékén). A felfedező feleségül vette Ana de Ayalát, aki elkísérte útjára.
Az expedíció 1545. május 11-én indult útnak négy hajóval, ám közülük csak egy érte el Amerika partjait.
A partvidéken újabb hajót építettek, és behajózták a folyó deltáját (összesen 500 kilométert). A 300 emberből csupán 44 maradt életben; őket egy másik spanyol hajó legénysége mentette meg. Orellana 1546 novemberében halt meg.